# 고현해
고현해(1978년 ~)는 대한민국의 가수다. 2014년 싱글 《Funky Music》으로 데뷔했다.

## 방송
- 오피스 아이돌 (2008) - 최우수상

## 음반
- Funky Music (2014)

## 수상
- KBS 제1회 pop contest 대상